# Atte Pohjanmaa
Atte Pohjanmaa, född 11 januari 1903 i Helsingfors, död där 19 november 1976, var en finländsk journalist.
Pohjanmaa anställdes 1927 vid det socialdemokratiska huvudorganet Suomen Sosialidemokraatti och var 1952–1958 chefredaktör, efter att tidigare vid flera tillfällen ha verkat som tillförordnad chefredaktör. Under partisplittringens tid på 1950-talet tog han parti för falangen kring Väinö Leskinen. 